# Young Chimodzi
Young Chimodzi (Lilongwe, 1º agosto 1961) è un allenatore di calcio ed ex calciatore malawiano, di ruolo difensore.
Detiene il record di presenze (159) con la nazionale malawiana.

Anche suo figlio Young Chimodzi Junior è un calciatore.

## Carriera
Difensore durante tutta la sua lunga carriera da calciatore, con la nazionale ha partecipato alla Coppa d'Africa 1984, la prima storica qualificazione per il Malawi. Con essa ha anche vinto la Coppa CECAFA 1988, segnando uno dei 3 gol malawiani nella finale contro lo Zambia.
Dopo il ritiro ha allenato in quattro diversi periodi la nazionale del suo paese.

## Palmarès

### Club

#### Competizioni nazionali
- Malawi National Championship: 1

Silver Strikers : 1985
- Malawi Super League: 1

Silver Strikers : 1993

### Nazionale
- Coppa CECAFA: 1

1988